# Ion Rățoi
Ion Rățoi (n. 14 iulie 1941 – d. 12 octombrie 2022) a fost un atlet român, specializat în proba de 400 m garduri.

## Carieră
Născut pe 14 iulie 1941, Ion Rățoi a fost legitimat la Rapid București. În 1966 a devenit campion național la 400 m plat și de cinci ori, în 1970, 1971, 1972, 1974 și 1975,  a câștigat titlul la 400 m garduri.
Sportivul a reprezentat de nouă ori România la Jocurile Balcanice. La ediția din 1969 a cucerit medalia de aur. În anul 1971 a participat la Campionatul European de la Helsinki dar nu a reușit să se califice în finală.
După retragerea sa din activitate a fost antrenor și arbitru.